# Higashishirakawa
Higashishirakawa (東白川村, Higashishirakawa-mura) est un village du district de Kamo, dans la préfecture de Gifu, au Japon.

## Géographie

### Situation
Higashishirakawa est situé dans le sud-est de la préfecture de Gifu, au cœur des Alpes japonaises.

### Démographie
Au 1er février 2016, la population de Higashishirakawa s'élevait à 2 424 habitants répartis sur une superficie de 87,09 km2.